# Cello rock
El cello rock és un estil de rock compost principalment per instruments de corda -com el violoncel (nomenat cello, com en l'original italià), el violí i la viola- per crear un so i textura similar al de la música rock, però format de nou diferentment pels timbres únics i els gèneres més tradicionals del cello (particularment) i altres instruments de corda utilitzats.
Els violoncels i altres instruments de corda sovint s'amplifiquen i modifiquen electrònicament. Es combinen sovint amb elements típics de música rock tals com veus, teclats i bateria.
El cello rock ha anat evolucionant des dels seus començaments en els anys noranta a Rússia i Alemanya gràcies a influències directes com les de Metallica o Marilyn Manson, que presta la seva ajuda a nous grups d'aquest gènere.

## Orígens
El gènere sorgeix sobretot en la foscor de l'escena musical
nord-americana.

## Grups
Apocalyptica ha causat una revolució musical verdadera al continent europeu. Iniciat per un quartet finlandès (ara trio de cordes, més bateria), Apocalyptica va interpretar amb violoncel cançons de heavy metal, incloent-ne algunes de Metallica. Avui en dia interpreten les seves pròpies composicions de chelo-rock/chelo-metall, versions de cançons heavy metall, a més, han col·laborat amb Rammstein en la cançó Seemann i amb Sandra Nasic i la cançó Path (entre d'altres).
Rasputina és una banda nord-americana que reinterpreta cançons de Led Zeppelin, vestint robes del període victorià (com cotilles). Puro Goth dels EUA
Primitivity és el nom del projecte del violoncelista Loren Westbrook. Westbrook va començar reinterpretant cançons de Megadeth i avui en dia crea música original i reinterpreta música clàssica per convertir-la en heavy metall, un subgènere iniciat pel chelista Gideon Freudmann i que ell va encunyar com "cellobop" (un terme que utilitza personalment): "Imagina la passió d'una ària de Mozart o la fúria d'un quartet de Bártok recolzat amb una sensibilitat de R&B".
Hevein banda finlandesa, en la qual es troba un antic integrant d'Apocalyptica, Max Lilja, implementa instruments com cellos i violins, fusionant un potent metall, amb l'harmonia d'aquests instruments, i veus líriques, donant un so complet i melòdic.